# Muribeca
Muribeca é um município brasileiro do estado de Sergipe, situado a 72 quilômetros de Aracaju no Agreste Sergipano. Seu antigo nome era Sítio do Meio.

## História
Nascido com o nome de Sítio do Meio, o município de Muribeca, a 72 quilômetros de Aracaju , desenvolveu-se economicamente, mas depois literalmente parou no tempo. A população chegou a dispor de engenho, alambiques e olarias para trabalhar, e até de quatro cinemas para o lazer. A cidade, antes bastante promissora, com a rede ferroviária passando ao lado, hoje encontra-se praticamente sucateada, mas, segundo os otimistas, com uma esperança de recomeço. Hoje, em seu desenvolvimento econômico, Muribeca conta com apenas uma fábrica de laticínio que podemos considerar como um minúsculo fio de crescimento para o município.
As terras de Muribeca faziam parte da área que Cristóvão de Barros, conquistador de Sergipe, deu em 1590 a seu filho, Antônio Cardoso de Barros, através de sesmaria. Elas foram compradas por João Batista de Almeida Figueiredo, onde ele construiu o primeiro prédio do lugar - uma pequena capela. Tempos depois ela deu lugar à primeira Igreja Matriz da cidade, sendo escolhido como padroeiro Nosso Senhor da Misericórdia, louvado todo dia 1º de janeiro. Mas foram os filhos de João Batista de Almeida, Manoel Almeida Figueiredo e Francisco Xavier de Figueiredo, que tiveram participação mais destacada na povoação de Sítio do Meio, localidade pertencente na época a Propriá.
Uma informação enciclopédica destacada por Tibiriçá (1985) merece menção. Segundo ele, Muribeca é "nome de várias localidades (Espírito Santo, Bahia, Sergipe, Pernambuco); não é nome tupi; Teodoro Sampaio traduz por mosca importuna; não lhe ocorreu que por este nome é o apelido familiar do célebre Belchior Dias Môrea, o Maribeca, descobridor das minas de prata; moribeca é diminutivo carinhoso de Môrea" (TIBIRIÇÁ, 1985, p. 88). O histórico do IBGE (2019) para o município não remete a esse colono, listando personalidades como Cristóvão de Barros, seu filho Antônio Cardoso de Barros, além de relatar que, "em data não apurada, o povoado originou-se nas terras adquiridas por João Batista de Almeida Figueiredo, que edificou uma pequena capela como primeiro prédio, entretanto tiveram atuação mais destacada na fundação do povoado, seus filhos Manoel Almeida Figueiredo e Francisco Xavier de Almeida Figueiredo que permitiram a construção das primeiras casas, onde se originou o primeiro arruado da então localidade Sítio do Meio" (IBGE, 2019)Cumpre, em estudos posteriores uma incursão acerca da participação do bandeirante Belchior Moreira (1540-1619), que teve intensa participação na colonização do território sergipano, como expõe Nogueira (2018): "Affonso d'Escragnolle Taunay assim se refere a Belchior Dias Moreia no vol I da "História Geral das Bandeiras": "No Ciclo Sergipano, aliás muito restrito, há a notar a longa expedição de Belchior Dias Moréia, neto de Caramuru e, segundo Jaboatão, primo de Gabriel Soares de Sousa." Belchior Dias Moréia tinha boa experiência como sertanista, pois participara, de 1587 a 1590, da expedição de Cristóvão de Barros para a conquista de Sergipe. Com isso, será possível constatar ou refutar o argumento aventado por Tibiriçá (1985). (SANTOS, César Alexandre Neri).
“O célebre Belchior Dias Môrea, o Maribeca, era neto de Caramuru e Catarina Paraguaçu e participou da conquista de Sergipe com Cristóvão de Barros”(ANDRADE, D).
Em 1897, Sítio do Meio já era um próspero povoado, mas sua evolução político-administrativa só teve início em 7 de novembro de 1921, quando foi criado o distrito de paz ainda com a mesma denominação. Nesse período, a povoação não pertencia mais a Propriá e sim a Aquidabã, que foi desmembrado em 1882 do município propriaense. O termo judiciário de Muribeca foi criado em 1926, através da lei nº 942, de 8 de outubro, que deveria ter como sede o Povoado Sítio do Meio. Nesse mesmo tempo ele foi também elevado à categoria de vila e passou a pertencer juridicamente a Capela.
Só em 1938 a Vila de Muribeca foi elevada à categoria de cidade, através do decreto-lei nº 69, de 28 de março. O município ficou constituído pelos povoados Várzea da Onça, Visgueiro, Saco das Varas, Pedras, Camará, Pau Alto, Arrodeador, Cajueiro  e Cabeça da Onça. Teve como primeiro prefeito o pároco da cidade, Carlos Camélio Costa, que foi homenageado anos depois com seu nome sendo colocado no fórum da cidade.

## Cultura
Hoje Muribeca é conhecida pela tradicional festa de São Pedro no mês de junho,  quando a cidade recebe milhares de pessoas para prestigiar sua festa. Nos últimos anos, devido ao grande incentivo e investimento feito pelo poder público em exercício, vem havendo uma grande procura pela tradicional festa dos Muribequenses,  que é prestigiada por pessoas de todo o país e até do exterior.
Outro incentivo a cultura do município foi o tradicional "Forró do Banquinho", festa que era organizada por um grupo de amigos e foi marca registrada da festa de São Pedro. Realizado desde o ano de 2009, o Forró do Banquinho era realizado em concomitância com a festa oficial do São Pedro, pois a cidade ficava parada durante o dia e os munícipes e visitantes ficavam sem atrativo durante o período diurno. Vendo a possibilidade de animar a cidade, a turma de amigos decidiu realizar o evento para animar apenas a turma. Com o passar dos anos  o Forró do Banquinho cresceu vertiginosamente e deixou de ser um evento para a turma de amigos passando a fazer parte da programação oficial do São Pedro de Muribeca, se tornando mais um dia do festejo com a apresentação de bandas locais e nacionais.

## Geografia
Localiza-se a uma latitude 10º25'38" sul e a uma longitude 36º57'33" oeste, estando a uma altitude de 151 metros. Possui uma área de 74,310 km² e sua população, conforme estimativas do IBGE de 2020, era de 7 639 habitantes,

## Paróquia Senhor das Misericórdias

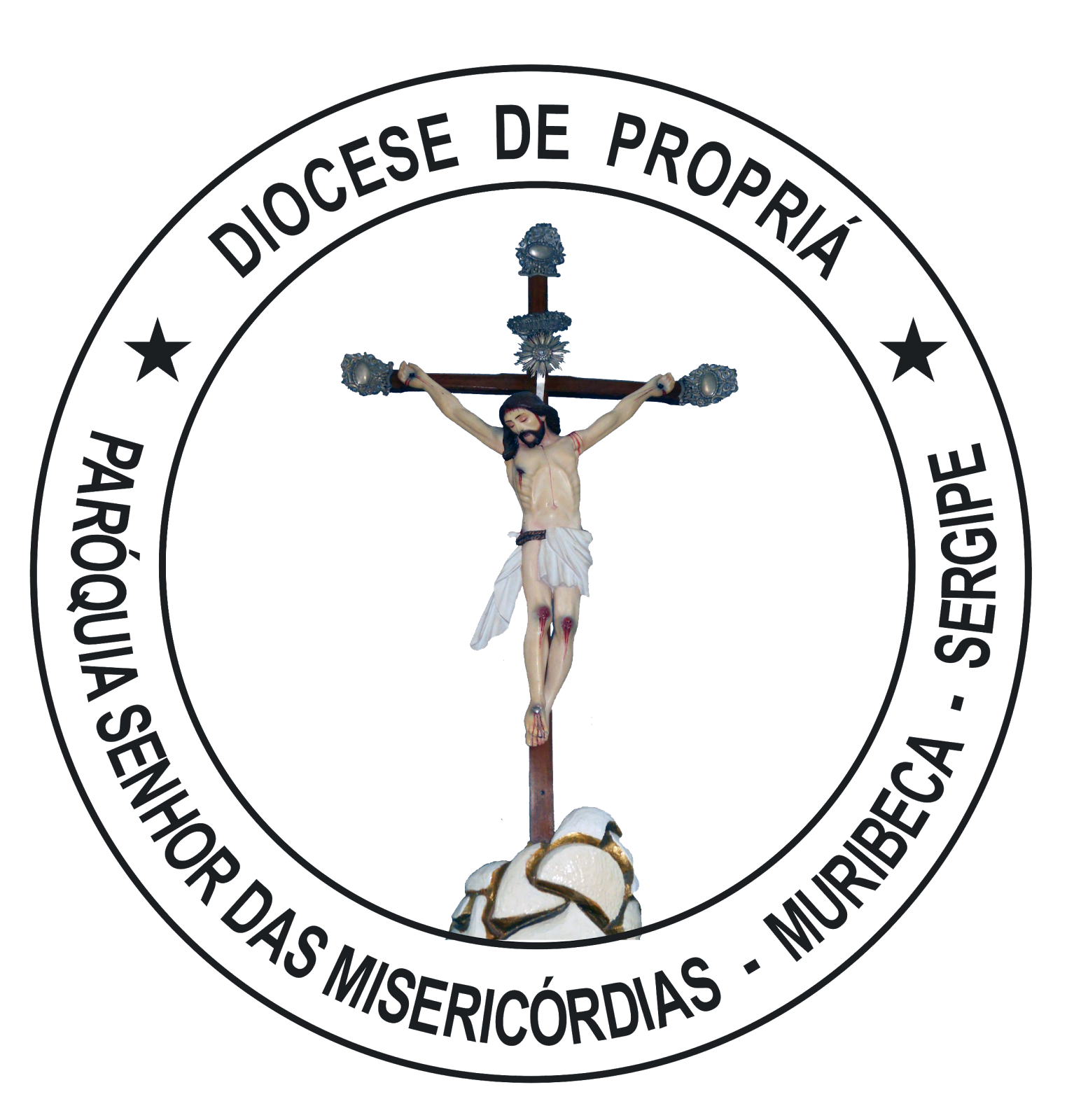
Selo da Paróquia do Senhor das Misericórdias de Muribeca.

Criada em 6 de junho de 1921, pelo Bispo Dom José Tomás Gomes da Silva, a festa do padroeiro sempre ocorre no dia 1 mês de janeiro.

PÁROCOS QUE ADMINISTRARAM A PARÓQUIA

1 – Pe. Carlos Camélio Costa – 1925-1927
2 – Mons. Floduardo de Britto – 1927-1928
3 – Pe. Fernado da Graça Leite – 1928-1937
4 – Pe. Gonçalo Lima – 1937-1943
5 – Pe. Maurício Fernandes – 1944-1948
6 – Pe. Manuel Guimarães – 1949-1965
7 – Pe. Evêncio Guimarães – 1965-1974

Em 1975 Paróquia ficou aos cuidados de uma equipe missionária sendo coordenada pelo bispo diocesano Dom José Brandão de Castro.

8 – Frei Enoque Salvador de Melo – 1976 – 1979
9 – Pe. Christian de Paul de Barchifontaine – mai/1980 – mai/1981
10 – Pe. Manoel Andrés Mato – mai/1981 - 1982
11 – Pe. Manoel Luis Rodrigues de Souza – 1983-1984 (I)
12 – Pe. Miguel Derideau – 1985 - 1987
13 – Pe. Etienne Lemair - 1988
14 – Pe. Iviton – 1989-1992
15 – Pe. Manoel Luis Rodrigues de Souza – 1992-1995 (II)
16 – Pe. Antônio Neves – 1995-1996
17 – Pe. Fernando Mudim – 1996-1997
18 – Pe. Oldair Francisco Carvalho das Virgens – 1997-2000 (I)
19 – Pe. Márcio Gonzaga de Lima – 2000-2002
20 – Pe. Manoel Luis Rodrigues de Souza – 2002-2006 (III)
21 – Pe. Rones Soares Buzaim – 2006-2007
22 – Pe. Oldair Francisco Carvalho das Virgens (II) e Pe. João Nascimento  – 2007-2008
23 – Pe. Manoel Messias de Almeida – 06/jan/2008 – mai/2012
24 – Pe. Antônio Rodrigues de Sousa – 31/mai/2012 
25 - Pe. José Wilson - Presente

POVOADOS E COMUNIDADES

A Paróquia é constituída pelos povoados: Varzea da Onça, Arrepio, Visgueiro, Saco das Varas, Pedras, Camará, Arrodiador, Pau Alto, Inês, Cajueiro, Cigana e Cabeça da Onça.

01 – Visgueiro – São Sebastião
02 – Saco das Varas – Nossa Senhora da Conceição
03 – Pau Alto – São José
04 – Pedras – Santa Ana
05 – Camará – São José
06 – Arrodeador – Nossa Senhora Aparecida
07 – Cabeça da Onça – Santa Cruz
08 – Fluvião – São João
09 – Arrepio – São Pedro
10 – Muribeca – Matriz  Senhor das Misericórdias
11 – Várzea da Onça – Nossa Senhora do Perpétuo Socorro